# Same dobre wiadomości
Same dobre wiadomości – debiutancki album zespołu DiM wydany 25 stycznia 2008 roku nakładem wytwórni Agora SA. Materiał nagrany został w MaQ Records Studio, natomiast producentami albumu są założyciele zespołu – Dusza i Mercik. Foto: Ola Mercik. Projekt graficzny: Krystian Rosiński.
Płyta promowana była utworem „Same dobre wiadomości” z teledyskiem autorstwa Yacha Paszkiewicza.

## Lista utworów
1. "Same dobre wiadomości" – 3:54
2. "Władza" – 2:59
3. "Jestem ziarnkiem piasku" – 3:34
4. "Spóźniam się" – 4:00
5. "Zgad" – 2:49
6. "Follow The Sun" – 3:37
7. "Amerykański sen" – 4:03
8. "Asy z klasy" – 2:31
9. "Wojna trwa" – 3:28
10. "Nie wracam dziś do domu" – 2:42
11. "Nienormalny świat" – 3:34
12. "Kropla bólu" – 3:42
13. "O polityce, co nad nami rozkraczona jest" – 3:16
14. "O dziewczynce, co mówiła bardzo brzydko" – 3:33
15. "Jestem, więc jestem" – 2:58
16. "Protection, Generation" – 5:52
17. "Zamurowałem okna i drzwi" – 3:50
18. "Nikt nie zastąpi" – 3:49

## Twórcy
- Dariusz Dusza – gitara
- Jerzy Mercik – śpiew
- Cezary Nowak – chórki, gitara
- Mateusz Mercik – chórki
- Dariusz Budkiewicz – gitara basowa
- Adam Szuraj – perkusja